# Jay Lelliott
Jay Lelliott (né le 1er février 1995 à Dorchester) est un nageur britannique.

## Biographie
Jay Lelliott débute la natation de compétition à l'âge de onze ans. À douze et treize ans, il subit des opérations à cause d'une tumeur au cerveau. En 2012, il a pris part au relais de la torche pour les Jeux olympiques de Londres.
Il participe aux Jeux du Commonwealth de 2014 puis remporte la médaille de bronze sur 400 m nage libre aux Championnats d'Europe 2014 grâce à un nouveau record personnel.

## Palmarès

### Championnats d'Europe
- Championnats d'Europe 2014 à Berlin (Allemagne) :
  -  Médaille de bronze du 400 m nage libre